# Stephan von Tongern
Stephan von Tongern (frz. Etienne de Liège) (* vor 850; † 19. Mai 920) war von 903 bis 920 Bischof von Lüttich. Er hat den weltlichen Besitz des Bistums vermehrt und spielte eine Rolle als Verbindung zwischen dem west- und dem ostfränkischen Reich. Er gehörte auch zu den bedeutendsten Förderern geistlicher Musik seiner Zeit und ist selbst mit Kompositionen hervorgetreten. Außerdem hat er eine Vita des Heiligen Lambertus verfasst.

## Leben
Er stammte aus einem mit den Karolingern verwandten Adelsgeschlecht. Er war unter anderem ein Verwandter von Karl dem Einfältigen. Eine Verwandtschaft mit dem Heiligen Gérard de Brogne wurde im später fälschlicherweise zugeschrieben, um ihn zu überhöhen.
Er wurde zunächst in Metz und dann an der Hofschule Karls des Kahlen erzogen. In Metz ist er um 888 als Domkanoniker belegt. In der Folgezeit kam er in den Besitz der Abteien Saint-Mihiel bei Verdun, Saint-Evre in Toul und in Moustier-sur-Sambre.
Er wurde 903 zum Bischof von Lüttich gewählt, ohne dass er seine bisherigen Abteien aufgegeben hätte. König Ludwig das Kind bestätigte dem Bistum 907 den Besitz der Abtei Fosses.  König Ludwig bestätigte ihm 908 auch die Schenkungen des Herzogs Zwentibold und König Arnulfs an seine Vorgänger. Darunter war unter anderem die Abtei Lobbes und der Fiskus Theux.  Außerdem verlieh er dem Bistum das Zoll- und Münzrecht in Maastricht. Der König schenkte dem Bischof noch weitere Besitzungen. Von Karl dem Einfältigen erhielt er die Abteien Hastières und Saint-Rombaud in Mechelen sowie den Forst Theux. Mit dem Forst war die Rechtsprechung über alle in seinem Bereich gelegenen Orte verbunden.
Er war an der Translation der Überreste des Heiligen Eugen nach Brodge beteiligt. Von ihm wurde das Trinitatisfest in seinem Bistum eingeführt, dass unter seinen Nachfolgern weiter Verbreitung fand. Er selbst verfasste für dieses Fest Gesänge, Antiphonen und Responsorien. Er verfasste außerdem die Vita des Heiligen Lambertus. Von ihm stammt auch der Liber capitularis, ein neuartiges Chorbuch.
Er wurde in der Krypta von Saint-Lambert in Lüttich bestattet. Nach seinem Tod kam es zu Auseinandersetzungen um die Nachfolge.